# Тийяде, Габриель II де Кассанье
Габриель де Кассанье (фр. Gabriel de Cassagnet; ум. 11 июля 1702), маркиз де Тийяде — французский генерал.

## Биография
Третий сын Габриеля де Кассанье, маркиза де Тийяде, и Мадлен Летелье, брат Жана-Батиста де Кассанье.
До смерти старшего брата именовался шевалье де Тийаде.
В 1647 году был принят в Мальтийский орден. В 1656 году стал прапорщиком гвардейского полка (1656), 7 апреля 1659 получил роту в кавалерийском полку Ильера, расформированного 18 апреля 1661.
1 декабря 1667 сформировал новую роту в полку своего брата, но тот также был расформирован по окончании Деволюционной войны 24 мая 1668. Адъютант армий короля (2.04.1669) в составе корпуса, направленного на помощь осажденной Кандии. Отличился в ходе вылазки 25 июня и был ранен. 22 июля 1671 стал кампмейстер-лейтенантом генерал-полковника драгун. Полк не участвовал в кампании 1672 года, а шевалье де Тийяде получил разрешение продолжить службу добровольцем и участвовал во всех осадах.
Возглавлял свой полк в 1673 году при осаде Маастрихта и в 1674-м в битве при Сенефе. Бригадир (12.03.1675), внес вклад во взятие Динана, Юи и Лимбурга. В 1676 году участвовал в осадах Конде, Бушена и Эра. Кампмаршал (25.02.1677), служил при осаде и взятии Валансьена, Камбре и его цитадели; в 1678-м Гента и Ипра. В июле 1681 сложил командование полком.
В 1684 году участвовал в осаде Люксембурга. Генерал-лейтенант (24.08.1688), 16 сентября был направлен в Германскую армию Монсеньора и маршала Дюраса, содействовал взятию Филиппсбурга, Мангейма и Франкенталя. В 1689 году в составе Фландрской армии маршала д'Юмьера участвовал в неудачной атаке Валькура. 19 апреля 1690 был направлен во Фландрскую армию маршала Люксембурга, 18 июня был назначен губернатором Эра, 1 июля сражался в битве при Флёрюсе, после чего оставил службу.
После смерти старшего брата, погибшего в 1692 году в битве при Стенкерке, принял титул маркиза де Тийяде.
Был холост.